# Acanthodelta violaceofascia
Acanthodelta violaceofascia är en fjärilsart som beskrevs av Saalmüller 1891. Acanthodelta violaceofascia ingår i släktet Acanthodelta och familjen nattflyn. Inga underarter finns listade i Catalogue of Life.